# Ido Kozikaro
Ido Kozikaro, né le 8 janvier 1978 à Zefat, est un joueur israélien de basket-ball.

## Biographie
En 2012, le politicien arabe à la Knesset Mohammad Barakeh du parti Hadash le dénonce pour des propos que Kozikaro a tenu sur sa page facebook, reprenant l'accusation de crime rituel contre les Juifs, où Kozikaro déclare qu'« il n'y a rien de tel que du Matzot (pain de pessah) trempé dans du sang musulman ou chrétien »[pas clair],.